# Samuel Peak
Der Samuel Peak ist ein etwa 600 m hoher Berg auf der Livingston-Insel im Archipel der Südlichen Shetlandinseln. In den Vidin Heights ragt er westlich des Edinburgh Hill im nordöstlichen Teil der Insel auf.
Das UK Antarctic Place-Names Committee benannte ihn 1958 nach dem US-amerikanischen Robbenfänger Samuel aus Nantucket unter Kapitän Robert Inott (1764–1825), der zwischen 1820 und 1821 in den Gewässern um die Südlichen Shetlandinseln operierte.